# 上畠町
上畠町（うわばたちょう）は、名古屋市西区の地名。

## 歴史
江戸時代に名古屋城下町において、上畠町と称していた場所は1871年（明治4年）に和泉町に編入され消滅した。同時に上畠筋と呼ばれていた当地が新たに「上畠町」として成立したものという。

### 沿革
- 1871年（明治4年） - 広井村の一部により、愛知郡上畠町として成立[2]。
- 1878年（明治11年）12月20日 - 名古屋区編入に伴い、同区上畠町となる[2]。
- 1889年（明治22年）10月1日 - 名古屋市成立に伴い、同市上畠町となる[2]。
- 1901年（明治34年）4月17日 - 下名古屋の一部を編入する[2]。
- 1908年（明治41年）4月1日 - 西区編入に伴い、同区上畠町となる[2]。
- 1955年（昭和30年）2月15日 - 名古屋信用金庫明道町支店設置[3]。
- 1969年（昭和44年）5月1日 - 合併に伴い、中京相互銀行明道町支店となる[3]。
- 1975年（昭和50年）11月30日 - 中京相互銀行明道町支店廃止[3]。
- 1981年（昭和56年）8月23日 - 那古野二丁目に全域が編入され、消滅[2]。